# Monarkerna
Monarkerna var Svenska Motorklubbens Stockholmsavdelnings namn på sitt speedwaylag. Gamla stjärnor som Bertil Carlsson och Eskil Carlsson tillhörde laget under dess storhetstid som var på 1950-talet. För att få riktig spets på laget lyckades man värva Varg-Olle Nygren från just Vargarna under några år. Då kom också SM-tecknen. Andra duktiga förare som var laget trogna under flera år var Bernt Nilsson, Olle Heyman, Birger Forsberg, Sven Fahlén m.fl. Hemmabana var Hammarby idrottsplats, även kallad Kanalplan, på Södermalm i Stockholm.